# Saint-Jorioz
Saint-Jorioz är en kommun i departementet Haute-Savoie i regionen Auvergne-Rhône-Alpes i sydöstra Frankrike. Kommunen ligger i kantonen Seynod som tillhör arrondissementet Annecy. År 2022 hade Saint-Jorioz 6 344 invånare.

## Befolkningsutveckling
Antalet invånare i kommunen Saint-Jorioz
| Referens: INSEE |